# داغوبيرتو كيسادا
داغوبيرتو كيسادا هو لاعب كرة قدم كوبي في مركز الوسط، ولد في 6 أكتوبر 1987 في كاماغواي في كوبا. شارك مع منتخب كوبا لكرة القدم.

## وصلات خارجية
- داغوبيرتو كيسادا على موقع قاعدة بيانات كرة القدم.إي يو (الإنجليزية)
- داغوبيرتو كيسادا على موقع ناشيونال فوتبول تيمز (الإنجليزية)